# Blue Wail
Blue Wail ist ein Jazz-Album von Uri Caine. Es wurde am 1. und 2. Dezember 1997 aufgenommen und erschien 1999 auf dem Label Winter & Winter.

## Das Album
Der Jazzpianist und Komponist Uri Caine machte sich in den 1990er Jahren einen Namen mit einer Reihe von verschiedenen Projekten in der New Yorker Downtown-Szene, u. a. mit dem Trompeter Dave Douglas, in denen er seine jüdische Herkunft, seine klassische und Jazz-Ausbildung und sein Interesse an elektronischer Musik einbrachte. Ende der 1990er Jahre veröffentlichte Caine auf dem Label Winter & Winter zwei Alben mit Mahler- (Urlicht/Primal Light) und Wagner-Bearbeitungen (Wagner e Venezia); 1999 folgte das Trio-Album Blue Wail, in dem er sich auch mit der Jazztradition auseinandersetzte. Mit seinem Trio mit dem Bassisten James Genus und dem Schlagzeuger Ralph Peterson Jr. nahm Uri Caine Ende 1997 neun Eigenkompositionen auf; sie sind auf dem Album von zwei Versionen des Fats Waller Klassikers „Honeysuckle Rose“ eingerahmt.
Im Titelstück, dem Blues „Blue Wail“ verarbeite Caine „kunstvoll Motive aus verschiedenen Genres“, so der Kritiker Glenn Astarita; so von Professor Longhair, New-Orleans-Ableger des Rhythm and Blues, gekoppelt mit einem oder zwei Chorussen mit Dissonanzen und Free Jazz. Trotz dieser Annäherungen und Manipulationen verlasse Caine jedoch selten die Melodielinien.
Caine spielt seine Stücke meist mit zügiger Geschwindigkeit, in „Loose Trade“ führt der Pianist die Rhythmusgrupp durch verschiedene Tempi und chromatische Progressionen. In „Bones Don’t Cry“einem Latin-Thema, schlage Schlagzeuger Peterson feurig die Becken, spiele reichlich Rudimente und erstaunlich schnell die Basstrommel.
Astarita betrachtet Ralph Peterson Jr. als zeitgenössisches Bindeglied zwischen Art Blakey und Elvin Jones; er sei ein „polyrhythmischer Dynamo“ und „eine Inspiration“ für seine Bandmitglieder, indem er sie „in ein hochenergetisches Zusammenspiel und furiose Swing-Episoden führe“.
Uri Caine widmete sein Album dem russischen Schauspieler Wladimir Sokoloff und dem Jazztrompeter Johnny Coles.

## Bewertung des Albums
Der Kritiker Glenn Astarita schrieb zu Caines Album in All About Jazz, es sei „ein sehr zu empfehlendes Werk“; Pianist-Komponist Uri Caine sei „aktuell einer der führenden und authentischsten Stilisten im Jazz“. Nachdem er sich erfolgreich mit Klassikern wie Gustav Mahler und Richard Wagner beschäftigt habe, integriere und konzeptualisiere er nun seine eigene persönliche Sicht. Auf “Blue Wail” entdecke Caine mit Ralph Peterson Jr. und James Genusseine Wurzeln neu.
David Adler hebt in seiner Besprechung im Allmusic, der das Album mit 41/2 Sternen auszeichnete und damit zu den bisherigen Höhepunkten in Caines Œuvre zählt, die Leistungen der Rhythmusgruppe aus Bassist James Genus und Drummer Ralph Peterson, Jr. hervor; egal ob sie schnell („Loose Trade“, „Digature of the Line“, „Stain“, „Fireball“, „Bones Don’t Cry“), im Medium- („Sweet Potato“), oder in langsamen Tempo („Blue Wail“) spielten, „durchdrängen Caine und seine beiden Partner jeden Ton mit einem außerordentlichen Blues-feeling und einem satten Swing-Groove“; dennoch sei das Album nicht eines jener straight-ahead Piano-Trio Veröffentlichungen. Vielmehr gebe Caine „diese Form einen Motivatationsschub zu diesen ausgeklügelten Kompositionen, von denen jede ihre Überraschungen bereithält. Im Ganzen sei Blue Wail ein angriffslustiges, glühend heißes Album, das auch sanftere Momente offenbare, wie mit „The Face of Space“ und dem „Poem for Shulamit“, einem Rubato Titel mit großartigen Augenblicken der Stille“. Fats Wallers Honeysuckle Rose das einzige Nicht-Original dieser Session gibt Caine Gelegenheit für inspirierte solistische Leistungen.
Nach Ansicht des Kritikers C. Michael Bailey sei Blue Wail höchstens beim ersten Hinhören ein „nüchterner Post Bop Piano-Trio Gig, wenn es nicht Uri Caines enormes Talent und Musikalität gäbe“. Mit seinen beiden Solo-Wiedergaben von „Honeysuckle Rose“ gibt Uri Caine einen flüchtigen Blick auf das was kommt. So geht es los mit „Loose Trade“, das „ein Vehikel für das aufrührerische Schlagzeugspiel“ von Ralph Peterson Jr. sei. Das Titelstück „Blue Wail“ liefere einen Hinweis auf Caines Vorstellung vom Blues; das Stück sei „rappelvoll mit alten Ideen, die von den Musikern aufgefrischt werden“. Bailey fühlt sich dabei an Miles Davis’ Interpretation des alten Songs „Baby, Won't You Please Come Home“ im Jahr 1963 erinnert.
Richard Cook und Brian Morton gehen in ihrer Besprechung des Albums, das sie mit der zweithöchsten Bewertung auszeichneten, näher auf Caines Kompositionsstil ein; er spiele zwar sehr in der amerikanischen Song-Tradition, stehe aber auch stark unter dem Einfluss europäischer Klassizismen. Während „Bones Don’t Cry“ und das Titelstück sehr vom Gefühl für den Blues bestimmt seien, erforsche Caine in „Digature of the Line“ und in „The Face of Space“ Tonalitäten, die normalerweise im Jazz keine große Rolle spielen würden. „Sweet Potato“ und „Blue Wail“ gäben Ganus und Peterson genug Raum sich auszudrücken; die meisten Stücke seien „jedoch prägnant, dicht strukturiert und klingen voll durchkomponiert“.

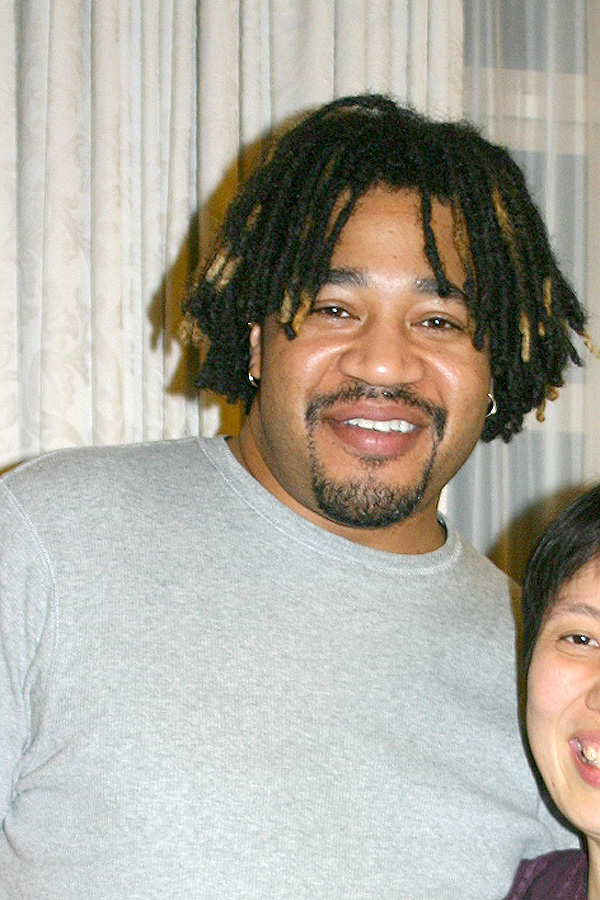
James Genus in Singapore, 2004

## Die Titel
- Winter & Winter 910 034-2

1. Honeysuckle Rose {Fats Waller}
2. Loose Trade
3. The Face Of Space
4. Digature Of The Line
5. Blue Wail
6. Stain
7. Sweet Potato
8. Bones Don’t Cry
9. Poem For Shulamit
10. Fireball
11. Honeysuckle Rose {Fats Waller}

Alle anderen Kompositionen stammen von Uri Caine.